# Armand Lanoux
Armand Lanoux fue un escritor francés, nacido en 24 de octubre de 1913, en París, y fallecido el 23 de marzo de 1983, en Champs-sur-Marne, Francia. Ganó el premio Goncourt en 1963 con la novela Quand la mer se retire (Cuando el mar se retira).

## Biografía
Lanoux tuvo numerosos trabajos antes de ser escritor. La muerte de su padre en 1930 le obliga a interrumpir sus estudios para mantener a su madre y a su abuela. Autodidacta y autónomo desde los 16 años, ejerce numerosos oficios, entre ellos, maestro, diseñador de cajas de caramelos, empleado de banca (como su padre Aimé), representante de libros de lujo, pintor y periodista. En 1939, participa en la Segunda Guerra Mundial como oficial. Es hecho prisionero en 1940 y liberado en 1942. Ese año contrae matrimonio con Pierrette Dubois. Tienen dos hijos, nacidos en 1948 y 1952. Finalmente, deja la pintura para dedicarse a escribir, y consigue éxito rápidamente, ganando su primer premio en 1947 por La nef des fous.
En 1950 se convierte en miembro del comité literario del editor Arthème Fayard, preside el Comité de la televisión francesa entre 1958 y 1959, es nombrado Secretario general de la Universidad radiofónica y televisual internacional y director de la revista ''À la page en 1964. Como miembro de la Asociación Francia-URSS, participa en la redacción del Código de Usos (Code des Usages).
Escribió en diversos géneros: novela (policíaca, realista, de recuerdos como prisionero de guerra), ensayo (sobre París) biografía (Bonjour Monsieur Zola, 1954 ; Maupassant le bel ami, 1967 ; Adieu la vie, adieu l’amour, 1976, sobre Dorgelès), crónica, teatro y poesía (premio Guillaume-Apollinaire en 1953 por Colporteur).
Entre 1957 y 1964, pasa varios meses por año en Saint-Jean-Cap-Ferrat. En 1956 es laureado con el premio Interallié por Le commandant Watrin, y en 1963, con el premio Goncourt por Quand la mer se retire. En 1969, se convierte en miembro de la Academia Goncourt.
En 1970 escribe, con Marcel Cravenne, el guion de Lus dans la vallée, dirigida por aquel, según la novela de Honoré de Balzac. Su novela Le berger des abeilles es llevada a la televisión en 1976 por Jean-Paul Le Chanois. En 1980, adapta la novela de Balzac La peau de chagrin para la televisión, con la dirección de Michel Favart.
Muere en Champs-sur-Marne, donde el colegio lleva su nombre.

## Obra
- La canadienne assassinée (Colbert) 1943. En español, La canadiense asesinada, Plaza y Janés, 1970 (trad. por José Vila Martínez)
- Le pont de la folie (Colbert) 1946
- L'affaire de l'impasse Ronsin 1947
- La nef des fous (Amiot-Dumont/Julliard) 1948 (premio Eugène Dabit de novela popular)
- L'enfant en proie aux images (Labeyrie) 1949
- La classe du matin (Fayard) 1949
- Cet âge trop tendre (Julliard) 1951
- Colporteur (Seghers), 1953 (premio Guillaume-Apollinaire)
- Les lézards dans l'horloge (Julliard), 1953
- Bonjour, Monsieur Zola (Amiot-Dumont/Hachette) 1954
- Le photographe délirant (Seghers) 1956
- Le commandant Watrin (Julliard), 1956 (premio Interallié)
- Yododo (Fayard) 1957
- Le rendez-vous de Bruges (Julliard) 1958
- Un jeune homme en habit 1958
- La tulipe orageuse (Seghers) 1959
- La tête tranchée : à quoi jouent les enfants du bourreau (Julliard) 1959
- 1900, la bourgeoisie absolue (Hachette) 1961
- Quand la mer se retire (Julliard), 1963 (premio Goncourt). En español, Cuando el mar se retira, en la obra Premios Goncourt de novela, de Plaza y Janés, 1963, y Destino, en 1965.
- Le berger des abeilles (Grasset) 1974
- La corsetière prodigieuse (Jean-Pierre Kupczyk éditor) 1988